# 箱館桝形
箱館桝形（はこだてますがた）とは、北海道函館市にあった番所である。

## 概要
江戸幕府前直轄時代に地蔵町（旧町丁名）と鶴岡町（旧町丁名）の境にある箱館入口杭がある場所に設けられた番所で、箱館の市街地に出入りする旅人を検問していた。形が方形で周囲に土堤や木柵で囲っていたので桝形と呼ばれた。町の拡大とともに亀田側へ人家が建て並んだため、安政5年2月に江戸幕府が撤去した。跡地は貸し長屋が建設された。現在の位置は函館市企業局交通部運営の路面電車停留場「魚市場通停留場」付近。
松浦武四郎の『蝦夷日誌』（1845年<弘化2年>）によると、番所の付近には一軒の茶屋があって送り迎えをする人や夕涼み、春の潮干狩りの行楽客でにぎわいがあったとする。茶屋の店名は清水屋で、奥地（さらに北の方向）に向かう人の送別会などが開かれた。